# Jorge Cabrera
Jorge Cabrera (13 gennaio 1974) è un ex cestista uruguaiano.

## Carriera
Con l'Uruguay ha disputato i Campionati americani del 1999.